# Komenda Rejonu Uzupełnień Hrubieszów

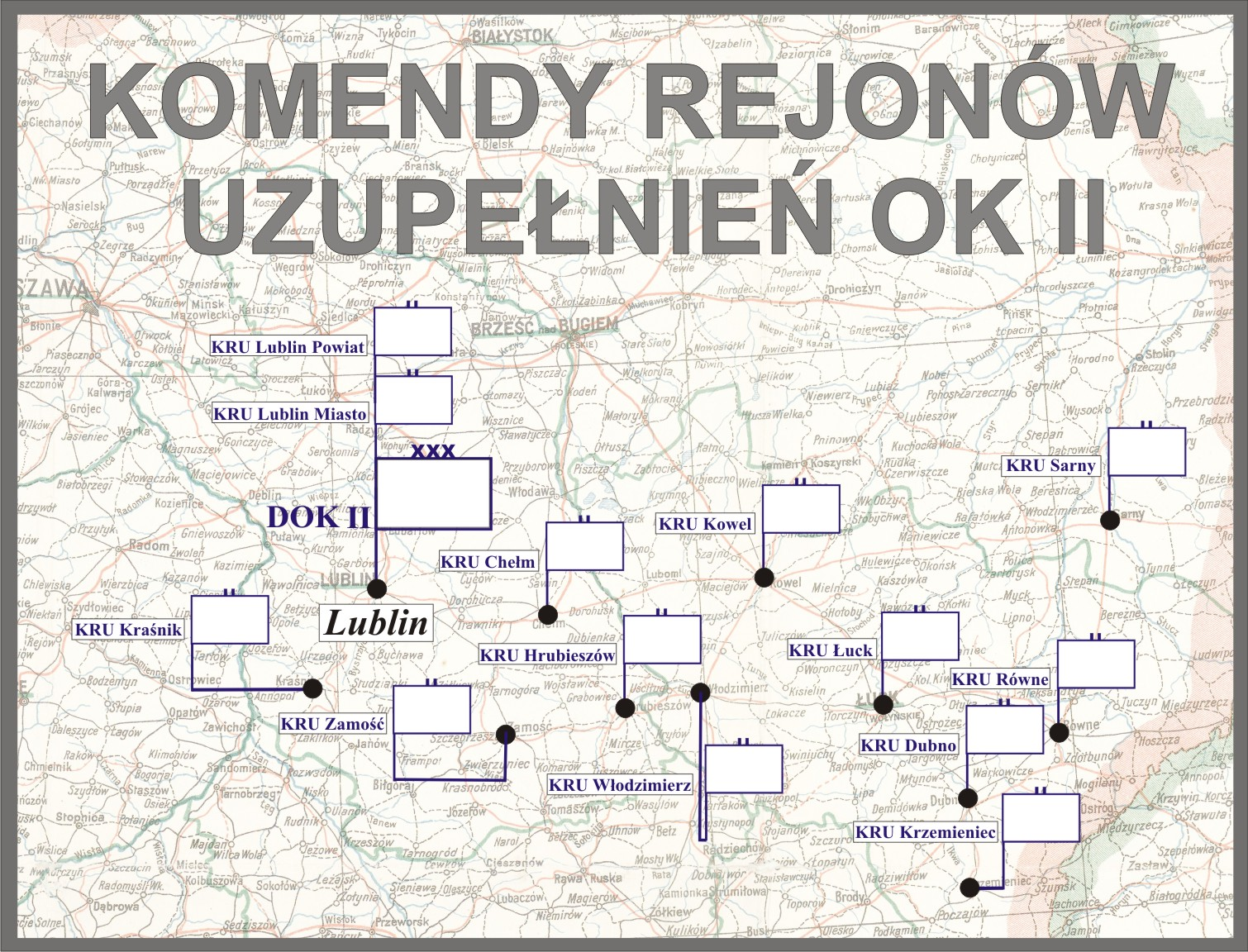
Komendy rejonów uzupełnień DOK II

Komenda Rejonu Uzupełnień Hrubieszów (KRU Hrubieszów) – organ wojskowy właściwy w sprawach uzupełnień Sił Zbrojnych II Rzeczypospolitej i administracji rezerw w powierzonym mu rejonie.

## Historia komendy
15 listopada 1921 roku, po wprowadzeniu podziału kraju na dziesięć okręgów korpusów oraz wprowadzeniu pokojowej organizacji służby poborowej, na terenie Okręgu Korpusu Nr II została utworzona Powiatowa Komenda Uzupełnień Hrubieszów, która obejmowała swoją właściwością powiaty: hrubieszowski i tomaszowski. Powiat hrubieszowski został wyłączony z dotychczasowej PKU 7 pp Leg. w Chełmie, a powiat tomaszowski z PKU 9 pp Leg. w Zamościu.
18 listopada 1924 roku weszła w życie ustawa z dnia 23 maja 1924 roku o powszechnym obowiązku służby wojskowej, a 15 kwietnia 1925 roku rozporządzenie wykonawcze ministra spraw wojskowych do tejże ustawy, wydane 21 marca tego roku wspólnie z ministrami: spraw wewnętrznych, zagranicznych, sprawiedliwości, skarbu, kolei, wyznań religijnych i oświecenia publicznego, rolnictwa i dóbr państwowych oraz przemysłu i handlu. Wydanie obu aktów prawnych wiązało się z przejęciem przez władze cywilne (administracji I instancji) większości zadań związanych z przygotowaniem i przeprowadzeniem poboru. Przekazanie większości zadań władzom cywilnym umożliwiło organom służby poborowej zajęcie się wyłącznie racjonalnym rozdziałem rekruta oraz ewidencją i administracją rezerw. Do tych zadań dostosowana została organizacja wewnętrzna powiatowych komend uzupełnień i ich składy osobowe. Poszczególne komendy różniły się między sobą składem osobowym w zależności od wielkości administrowanego terenu.
Zadania i nowa organizacja PKU określone zostały w wydanej 27 maja 1925 roku instrukcji organizacyjnej służby poborowej na stopie pokojowej. W skład PKU Hrubieszów wchodziły dwa referaty: I) referat administracji rezerw i II) referat poborowy. Nowa organizacja i obsada służby poborowej na stopie pokojowej według stanów osobowych L. O. I. Szt. Gen. 3477/Org. 25 została ogłoszona 4 lutego 1926 roku. Z tą chwilą zniesione zostały stanowiska oficerów ewidencyjnych.
12 marca 1926 roku została ogłoszona obsada personalna Przysposobienia Wojskowego, zatwierdzona rozkazem Dep. I L. 6000/26 przez pełniącego obowiązki szefa Sztabu Generalnego gen. dyw. Edmunda Kesslera, w imieniu ministra spraw wojskowych. Zgodnie z nową organizacją pokojową Przysposobienia Wojskowego zostały zlikwidowane stanowiska oficerów instrukcyjnych przy PKU, a w ich miejsce utworzone rozkazem Oddz. I Szt. Gen. L. 7600/Org. 25 stanowiska oficerów przysposobienia wojskowego w pułkach piechoty.
Od 1926 roku, obok ustawy o powszechnym obowiązku służby wojskowej i rozporządzeń wykonawczych do niej, działalność PKU Hrubieszów normowała „Tymczasowa instrukcja służbowa dla PKU”, wprowadzona do użytku rozkazem MSWojsk. Dep. Piech. L. 100/26 Pob.
W marcu 1930 roku PKU Hrubieszów była nadal podporządkowana Dowództwu Okręgu Korpusu Nr II w Lublinie i administrowała powiatami: hrubieszowskim i tomaszowskim. W grudniu tego roku komenda posiadała skład osobowy typ I.
1 lipca 1938 roku weszła w życie nowa organizacja służby uzupełnień, zgodnie z którą dotychczasowa PKU Hrubieszów została przemianowana na Komendę Rejonu Uzupełnień Hrubieszów przy czym nazwa ta zaczęła obowiązywać 1 września 1938 roku, z chwilą wejścia w życie ustawy z dnia 9 kwietnia 1938 roku o powszechnym obowiązku wojskowym. Obok wspomnianej ustawy i rozporządzeń wykonawczych do niej, działalność KRU (…) normowały przepisy służbowe MSWojsk. D.D.O. L. 500/Org. Tjn. Organizacja służby uzupełnień na stopie pokojowej z 13 czerwca 1938 roku. Zgodnie z tymi przepisami komenda rejonu uzupełnień była organem wykonawczym służby uzupełnień .
Komendant rejonu uzupełnień w sprawach dotyczących uzupełnień Sił Zbrojnych i administracji rezerw podlegał bezpośrednio dowódcy Okręgu Korpusu Nr II, który był okręgowym organem kierowniczym służby uzupełnień. Rejon uzupełnień nie uległ zmianie i nadal obejmował powiaty: hrubieszowski i tomaszowski.

## Obsada personalna
Poniżej przedstawiono wykaz oficerów zajmujących stanowisko komendanta Powiatowej Komendy Uzupełnień i komendanta rejonu uzupełnień oraz wykaz osób funkcyjnych (oficerów i urzędników wojskowych) pełniących służbę w PKU i KRU Hrubieszów, z uwzględnieniem najważniejszych zmian organizacyjnych przeprowadzonych w latach 1926 i 1938.
| Komendanci                          | Komendanci              | Komendanci                        |
| ----------------------------------- | ----------------------- | --------------------------------- |
| Stopień, imię i nazwisko            | Okres pełnienia funkcji | Kolejne stanowisko (dalsze losy)  |
| ppłk piech. Witold Pajewski         | 1923 – II 1927          | stan spoczynku z dniem 30 IV 1927 |
| mjr piech. Oktawian Andrzejewski    | do II 1929              | dyspozycja dowódcy OK II          |
| ppłk piech. Alfred Józef Wesołowski | III 1929 – 30 XI 1935   | stan spoczynku                    |
| mjr piech. Jan Józef Kraus          | XI 1935 – 1939          | †1940 Charków                     |

| Obsada pozostałych stanowisk funkcyjnych PKU w latach 1921–1925 | Obsada pozostałych stanowisk funkcyjnych PKU w latach 1921–1925 | Obsada pozostałych stanowisk funkcyjnych PKU w latach 1921–1925 | Obsada pozostałych stanowisk funkcyjnych PKU w latach 1921–1925 |
| --------------------------------------------------------------- | --------------------------------------------------------------- | --------------------------------------------------------------- | --------------------------------------------------------------- |
| I referent                                                      | mjr piech. Ludwik Mijakowski                                    |                                                                 |                                                                 |
| I referent                                                      | mjr piech. Oktawian Andrzejewski                                | VIII 1925 – II 1926                                             | kierownik I referatu                                            |
| II referent                                                     | urzędnik wojsk. XI rangi Władysław Wojnarowicz                  | do 31 X 1924                                                    |                                                                 |
| II referent                                                     | por. kanc. Władysław Fedorko                                    | XI 1924 – VIII 1925                                             | II referent PKU Krzemieniec                                     |
| II referent                                                     | por. piech. Józef Stanisz                                       | VIII 1925 – II 1926                                             | kierownik II referatu                                           |
| oficer instrukcyjny                                             | kpt. piech. Józef Zończyk Bohusz                                | do XII 1923                                                     | 45 pp                                                           |
| oficer instrukcyjny                                             | kpt. piech. Eugeniusz Józef Greszel                             | XII 1923 – IV 1924                                              | PKU Chełm                                                       |
| oficer instrukcyjny                                             | por. piech. Piotr Januszkowski                                  | IV – XI 1924                                                    | referent PW w Oddziale Wyszkolenia DOK II                       |
| oficer ewidencyjny na powiat hrubieszowski                      | por. piech. Leon Nowicki                                        | do 16 VIII 1923                                                 | PKU Zamość                                                      |
| oficer ewidencyjny na powiat hrubieszowski                      | por. piech. Janusz Jakubowski                                   | 30 VIII 1923 – VI 1924                                          | PKU Piotrków                                                    |
| oficer ewidencyjny na powiat tomaszowski                        | urzędnik wojsk. XI rangi Józef Wilkowski                        | od 1 VI 1923                                                    |                                                                 |
| oficer ewidencyjny na powiat tomaszowski                        | por. / kpt. kanc. Juliusz Pawełek                               | 1 VIII 1923 – V 1925                                            | II referent PKU Kowel                                           |
| Obsada pozostałych stanowisk funkcyjnych PKU w latach 1926–1938 |                                                                 |                                                                 |                                                                 |
| kierownik I referatu administracji rezerw i zastępca komendanta | mjr piech. Oktawian Andrzejewski                                | od II 1926                                                      |                                                                 |
| kierownik I referatu administracji rezerw i zastępca komendanta | mjr piech. Ryszard Korzański                                    | III 1929 – III 1930                                             | PKU Łańcut                                                      |
| kierownik I referatu administracji rezerw i zastępca komendanta | kpt. piech. Adam Kisielewski                                    | III – XI 1930                                                   | kierownik I referatu PKU Gródek Jagielloński                    |
| kierownik I referatu administracji rezerw i zastępca komendanta | kpt. piech. Stanisław Patkowski                                 | XII 1930 – 2 IX 1933                                            | PKU Lublin Powiat                                               |
| kierownik II referatu poborowego                                | por. piech. Józef Stanisz                                       | II 1926 – IX 1930                                               | oddany do dyspozycji dowódcy OK II                              |
| kierownik II referatu poborowego                                | kpt. piech. Józef Żołna                                         | do 1 VIII 1932                                                  | 35 pp                                                           |
| kierownik II referatu poborowego                                | kpt. piech. Adam Tadeusz Zamarski                               | VIII 1932 – po 5 VI 1935                                        | Wydział Mob. Sztabu DOK II, †1940 Katyń                         |
| kierownik II referatu poborowego                                | por. art. Paweł Podgórski                                       |                                                                 | kierownik II referatu                                           |
| referent                                                        | por. kanc. Florian Mierzwa                                      | od II 1926, był w 1928                                          |                                                                 |
| Obsada pozostałych stanowisk funkcyjnych KRU w latach 1938–1939 |                                                                 |                                                                 |                                                                 |
| kierownik I referatu ewidencji                                  | kpt. adm. (piech.) Czesław Jan Krygier                          | był w III 1939                                                  | od IX 1939 w niewoli, w Oflagu VII A Murnau                     |
| kierownik II referatu uzupełnień                                | kpt. adm. (art.) Paweł Podgórski                                | był w III 1939                                                  | 3 pal Leg. †1940 Charków                                        |